# Würzburger Kickers (Frauenfußball)
Der FC Würzburger Kickers Mädchen- & Frauenfußball e. V. ist ein Würzburger Verein zur Förderung des Mädchen- und Frauenfußballs und spielte mit seiner 1. Mannschaft in der Saison 2020/21 in der 2. Frauen-Bundesliga Süd. In der aktuellen Saison (2024/25) spielt die 1. Mannschaft in der Bayernliga. Der Verein ist im Jahr 2020 aus der Abteilung für Mädchen- und Frauenfußball des SC Würzburg Heuchelhof („Würzburg Dragons“) hervorgegangen. Spiel- und Trainingsstätte ist der KRE-Sportpark Heuchelhof im Süden Würzburgs.

## Geschichte

### Die Heuchelhof/Würzburg Dragons
Der Hauptverein SC Würzburg wurde als SC Heuchelhof e. V. im Jahr 1974 als Stadtteilverein gegründet. Im Jahr 2010 wurde im Verein das Angebot für den Mädchenfußball begonnen. Erste überregionale Erfolge erzielen die Heuchelhof Dragons mit Spielerinnen der U12-Juniorinnen, die im Jahr 2017 mit dem Wirsberg-Gymnasium die Bayerische Schul-Meisterschaft gewannen und zehnte der Deutschen Schulmeisterschaft wurden. Auch können die U13-Juniorinnen ein Jahr später den dritten Platz der Bayerischen Hallenmeisterschaften in Passau erringen.
Nach der Umbenennung des Vereins in SC Würzburg Heuchelhof e. V. am 17. Mai 2018 wurde auch der Name des Mädchen- und Frauenfußballs umbenannt in Würzburg Dragons. Der Verein wurde mehrfach für seine Förderung des weiblichen Fußballs ausgezeichnet, u. a. durch den Preis „Lernanstoß“ der Deutschen Akademie für Fußball-Kultur. Ab der Saison 2018/19 wurden die Frauenteams und die U17-Juniorinnen des ETSV Würzburg aufgrund der fehlenden Finanzierbarkeit übernommen. Unter Trainer Gernot Haubenthal gelang der Aufstieg zunächst in die Regionalliga-Süd und in der coronabedingt verkürzten Folgesaison 2019/20 der Aufstieg in die 2. Frauen-Bundesliga.

### FC Würzburger Kickers Mädchen- & Frauenfußball (seit 2020)
Am 3. Januar 2020 wurde der FC Würzburger Kickers Mädchen- & Frauenfußball e. V. gegründet. Am 25. Januar 2020 verkündeten der SC Würzburg Heuchelhof und der FC Würzburger Kickers die Neugründung des eigenständigen Vereins unter dem Markendach der Würzburger Kickers ab der Saison 2020/21. Der neue Verein übernahm zur Saison 2020/21 die Spiellizenzen der Würzburg Dragons und startete gleich im Gründungsjahr des Vereins in der 2. Frauen-Bundesliga. Die 2. Frauen-Bundesliga konnte der Verein unter den erschwerten Corona-Bedingungen genauso wenig halten wie die in zwei Staffeln aufgeteilte Regionalliga-Süd der Frauen in der Spielzeit 2021/22.

## Nachwuchsförderung und Teams

### U8- bis U12-Juniorinnen
Die U8- bis U12-Juniorinnen spielen seit der Änderung der Jugendordnung durch den DFB ab der Saison 2025/26 jahrgangsversetzt im Spielbetrieb der Junioren und nehmen dort an Funino-Turnieren bzw. Freundschaftsspielen teil.

### U14-Juniorinnen
Die U14-Juniorinnen dürfen seit Änderung der Jugendordnung des Bayerischen Fußball-Verbandes im Jahr 2020 jahrgangsversetzt am Spielbetrieb der U13-Jungen teilnehmen. In der Saison 2022/23 gelingt der Aufstieg von der Kreisklasse in die Kreisliga.

### U16-/U17-Juniorinnen
Die U17-Juniorinnen sind nach zwei Jahren in der Landesliga-Nord aufgestiegen und spielen in der Saison 2022/23 sowie 2023/24 in der höchsten bayerischen Liga (Bayernliga). Seit der Saison 2024/25 spielt das höchste Juniorinnen-Team des Vereins als U16-Juniorinnen im Spielbetrieb der Junioren (Kreisklasse) jahrgangsversetzt.  

### Das Nachwuchsförderzentrum für Juniorinnen
Ab der U12 werden die Spielerinnen zusätzlich in Kooperation mit der Universität Würzburg im Nachwuchsförderzentrum für Juniorinnen (NFZ Juniorinnen) gefördert. Das NFZ Juniorinnen ist die deutschlandweit einzige Forschungsakademie für die Erforschung optimaler Förderbedingungen im Juniorinnenfußball und wurde 2014 gegründet. Im wöchentlichen Fördertraining werden die Spielerinnen zusätzlich in ihrer Talententwicklung unterstützt und nach neuesten (sport-)wissenschaftlichen Methoden trainiert.

## Spielstätte
Die Spiele des Vereins werden im KRE-Sportpark Heuchelhof ausgetragen. Der Anfang der 1980er Jahre errichtete Sportpark wurde seit 2018 grundlegend saniert, ein Kunstrasenplatz mit neuer LED-Flutlichtanlage errichtet sowie eine neue Beregnungsanlage und eine Stehtribüne für das Hauptspielfeld installiert. Prominente Patin für das Projekt war die Sky-Moderatorin Nele Schenker. Der Sportpark bietet Platz für bis zu 2.000 Zuschauer.

## Statistik
Grün unterlegte Spielzeiten markieren einen Aufstieg, rot unterlegte Spielzeiten einen Abstieg.

### Als ETSV Würzburg
| Saison  | Liga              | Platz | S  | U | N  | Tore   | Punkte | DFB-Pokal |
| ------- | ----------------- | ----- | -- | - | -- | ------ | ------ | --------- |
| 2009/10 | Bayernliga        | 1.    | 22 | 0 | 0  | 119:12 | 66     | -         |
| 2010/11 | Regionalliga Süd  | 1.    | 15 | 4 | 1  | 59:16  | 49     | 1. Runde  |
| 2011/12 | 2. Bundesliga Süd | 10.   | 7  | 2 | 13 | 43:53  | 23     | 2. Runde  |
| 2012/13 | 2. Bundesliga Süd | 5.    | 10 | 2 | 10 | 44:53  | 32     | 2. Runde  |
| 2013/14 | 2. Bundesliga Süd | 10.   | 5  | 5 | 2  | 27:51  | 20     | 2. Runde  |
| 2014/15 | 2. Bundesliga Süd | 10.   | 5  | 5 | 12 | 17:54  | 20     | 2. Runde  |
| 2015/16 | 2. Bundesliga Süd | 11.   | 3  | 4 | 15 | 21:58  | 13     | 1. Runde  |
| 2016/17 | Regionalliga Süd  | 9.    | 7  | 5 | 10 | 31:40  | 26     | 1. Runde  |
| 2017/18 | Regionalliga Süd  | 14.   | 3  | 5 | 18 | 30:66  | 14     | -         |

### Als SC Würzburg Heuchelhof
| Saison  | Liga             | Platz | S  | U | N | Tore  | Punkte | DFB-Pokal |
| ------- | ---------------- | ----- | -- | - | - | ----- | ------ | --------- |
| 2018/19 | Bayernliga       | 1.    | 17 | 5 | 2 | 80:36 | 56     | -         |
| 2019/20 | Regionalliga Süd | 3.    | 11 | 0 | 5 | 41:37 | 33     | -         |

### Als FC Würzburger Kickers
| Saison  | Liga                        | Platz | S  | U | N  | Tore  | Punkte | DFB-Pokal |
| ------- | --------------------------- | ----- | -- | - | -- | ----- | ------ | --------- |
| 2020/21 | 2. Bundesliga Süd           | 8.    | 3  | 2 | 11 | 19:35 | 11     | 1. Runde  |
| 2021/22 | Regionalliga Süd – Gruppe 2 | 7.    | 5  | 3 | 8  | 19:28 | 18     | 2. Runde  |
| 2022/23 | Bayernliga                  | 1.    | 17 | 2 | 3  | 64:24 | 53     | -         |
| 2023/24 | Regionalliga Süd            | 11.   | 5  | 2 | 15 | 13:51 | 17     | -         |

## Erfolge und Auszeichnungen

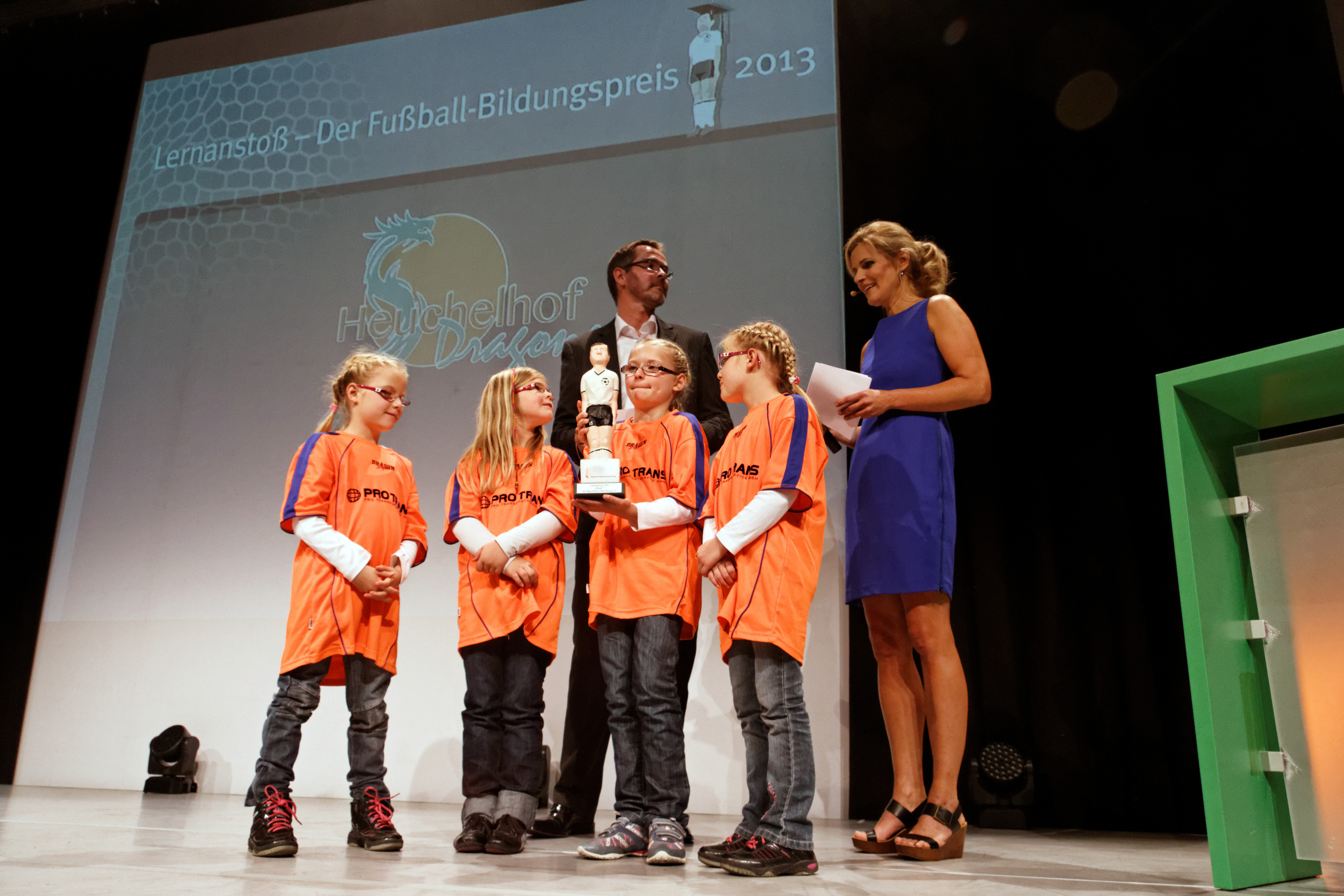
Verleihung des Fußball-Kulturpreises 2013 durch Katrin Müller-Hohenstein

Folgende Auszeichnungen erhielt der Verein mit dem alten Namen Heuchelhof Dragons:
- 2012 – „Ausgewählter Ort 2012“ im Wettbewerb „365 Orte im Land der Ideen“
- 2012 – Auszeichnung „Quantensprung 2020“ als innovativer Verein durch den Bayerischen Landes-Sportverband
- 2013 – Fußball-Kulturpreis „Lernanstoß“ durch die Deutsche Akademie für Fußball-Kultur[10]
- 2013 – Integrationspreis der Regierung von Unterfranken
- 2014 – SportRegio-Preis der PSD-Bank Nürnberg
- 2014 – Ehrenamtspreis „Zeichen Setzen“ der MainPost
- 2014 – Julius-Hirch-Preis des DFB
- 2015 – Wirkt-Siegel von Phineo
- 2015 – Großer Stern in Bronze des DOSB und Bayerischer Publikumspreis der Sterne des Sports

Folgende Auszeichnungen erhielt der Verein als FC Würzburger Kickers Mädchen- & Frauenfußball e.V.:
- 2023 – Stern des Sports in Silber des DOSB, bayerische Landessiegerinnen
- 2024 - Stern des Sports in Gold des DOSB, 4. Platz im Bundesfinale.
- 2024 - Präventionspreis der VBG
- 2024 - Sepp-Herberger-Urkunde des DFB

Für die gesamte Nachwuchsarbeit erhielt der Verein die Sepp-Herberger-Medaille des DFB sowie für die Arbeit gegen Rassismus im Jahr 2014 den Julius-Hirsch-Preis des DFB.